# Diecezja tyraspolska
Diecezja tyraspolska – diecezja Kościoła rzymskokatolickiego; utworzona w 1848 w Imperium Rosyjskim, zlikwidowana w 2002, zastąpiona Diecezją Św. Klemensa.   

## Historia
Powołana 3 lipca 1848 przez papieża Piusa IX bullą Universalis Ecclesiae cura, z inicjatywy cara Mikołaja I Romanowa. Podlegała metropolii mohylewskiej. Dominowali w niej katolicy pochodzenia niemieckiego. W 1917 r. biskupstwo liczyło 10 dekanatów ze 125 parafiami, w których pracowało 179 księży i zamieszkiwało 350 tysięcy wiernych. Diecezja zanikła w czasie dwudziestolecia międzywojennego, w wyniku przemian politycznych i prześladowania Kościoła przez władze radzieckie.  
Została reaktywowana w Mołdawii w 1993 r. jako administratura apostolska Mołdawii (od 2001 r. diecezja kiszyniowska) oraz na terytorium Rosji w 1999 r. jako administratura apostolska południowej europejskiej Rosji. Stolicami diecezji były kolejno: Chersoń (do 1852), Tyraspol i Saratów (od 1999).  
W 2002 papież Jan Paweł II zlikwidował diecezję i ustanowił na jej miejsce Diecezję Świętego Klemensa w Saratowie. 

## Biskupi ordynariusze
- 1850–1864: bp Ferdinand Kahn
- 1872–1889: bp Franz  Zottmann
- 1889–1902: bp Anton Zerr
- 1902–1903: bp Edward  von  Ropp
- 1904–1929: bp Josef Alois Kessler (27.11.1929 zrzeka się urzędu biskupa diec. tyraspolskiej, a 23.01.1930 r. został mianowany przez  papieża Piusa XI arcybiskupem tytularnym Bosforu)

## Wikariusze generalni
Ordynariusz  bp Josef Kessler, opuszcza (14.08.1918) siedzibę biskupią  w obawie przed aresztowaniem przez bolszewików i do zarządzania diecezją ustanawia wikariusza generalnego:
- 1918–1921: ks. prał. kan. Ksawery F. Klimaszewski[5]
- 1921 – ks. Jakub Fezer